# Tanacetum germanicopolitanum
Tanacetum germanicopolitanum là một loài thực vật có hoa trong họ Cúc. Loài này được (Bornm. & Heimerl) Grierson miêu tả khoa học đầu tiên năm 1975.